# Coenosia gaminarai
Coenosia gaminarai este o specie de muște din genul Coenosia, familia Muscidae, descrisă de Carvalho și Adrian C. Pont în anul 1993. Conform Catalogue of Life specia Coenosia gaminarai nu are subspecii cunoscute.